# Leucanopsis lurida
Leucanopsis lurida là một loài bướm đêm thuộc phân họ Arctiinae, họ Erebidae.